# Karl Geroldinger
Karl Geroldinger (* 6. Mai 1960 in Sigharting, Oberösterreich) ist ein österreichischer Trompeter, Dirigent, Orchesterleiter und Direktor des oberösterreichischen Landesmusikschulwerks.

## Leben
Karl Geroldinger studierte Trompete am Linzer Brucknerkonservatorium bei Ludwig Hultsch, weiters absolvierte er eine Hauptschullehrerausbildung an der Pädagogischen Akademie Linz. Er war Trompetenlehrer an der Landesmusikschule Schärding. 1986 wurde er Direktor der Landesmusikschule Ried im Innkreis und von 1995 bis 2025 war er Direktor des oberösterreichischen Landesmusikschulwerks beim Amt der oberösterreichischen Landesregierung.
Er war einige Jahre als Trompeter in verschiedenen Orchestern tätig. Seit 1986 leitet er das SBO (Sinfonisches Blasorchester) Ried, das Geroldinger damals gründete. Außerdem ist er Kapellmeister des Musikvereins Enzenkirchen und Jugendreferent des Oberösterreichischen Blasmusikverbandes. 2020 wurde Geroldinger der Berufstitel Professor verliehen.
Zu seiner Nachfolgerin als Direktorin des oberösterreichischen Landesmusikschulwerks wurde Doris Pamer bestellt.
Sein Sohn Felix Geroldinger ist ebenfalls Musiker.

## Auszeichnungen
- 2025: Großes Silbernes Ehrenzeichen für den oberösterreichischen Landesdienst[7][9]